# Britta Reimers
Pour les articles homonymes, voir Reimers.
Britta Reimers, est une femme politique allemande, membre du Parti libéral-démocrate et née le 27 juillet 1971 à Itzehoe. De 2009 à 2014, elle est députée européenne.